# 耶稣圣名主教座堂
耶稣圣名主教座堂是天主教耶路撒冷宗主教区的共同主教座堂，實際上的主教座位所在地。它位于耶路撒冷旧城城墙内的基督徒区，新门和雅法门的中途。
1847年，奥斯曼帝国允许天主教会在巴勒斯坦建造新的主教座堂。该堂于1872年建成，是天主教耶路撒冷宗主教区建筑群的一部分，宗主教有效行使神权的地方。但是由于历史原因，正式的主教座堂仍是圣墓教堂。
该堂为新哥特式风格，希腊十字平面，28米长，24米宽。该堂有五个祭台，四扇花窗玻璃，分别象征基督复活战胜死亡、受难、三王来朝。

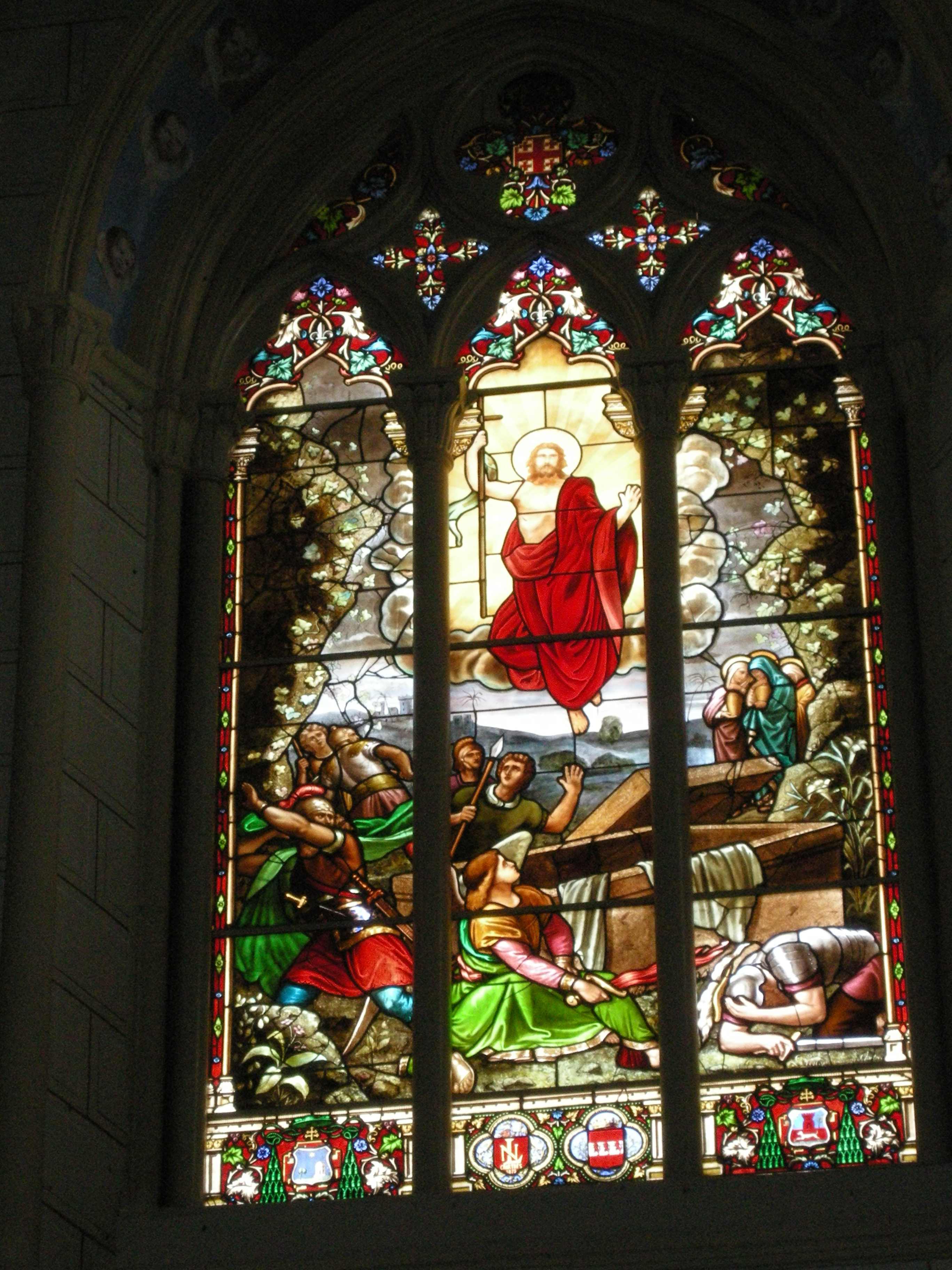
基督复活
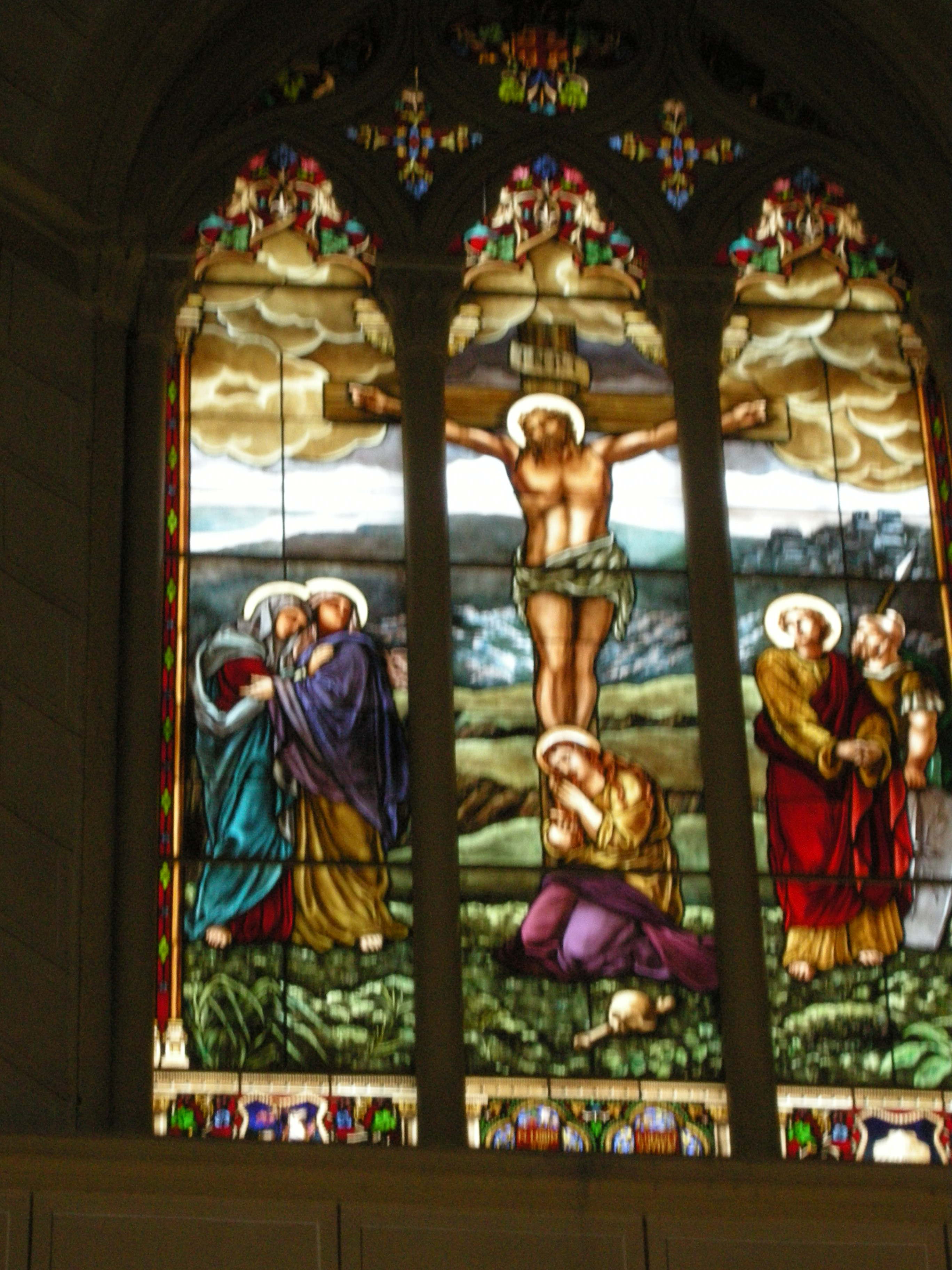
受难
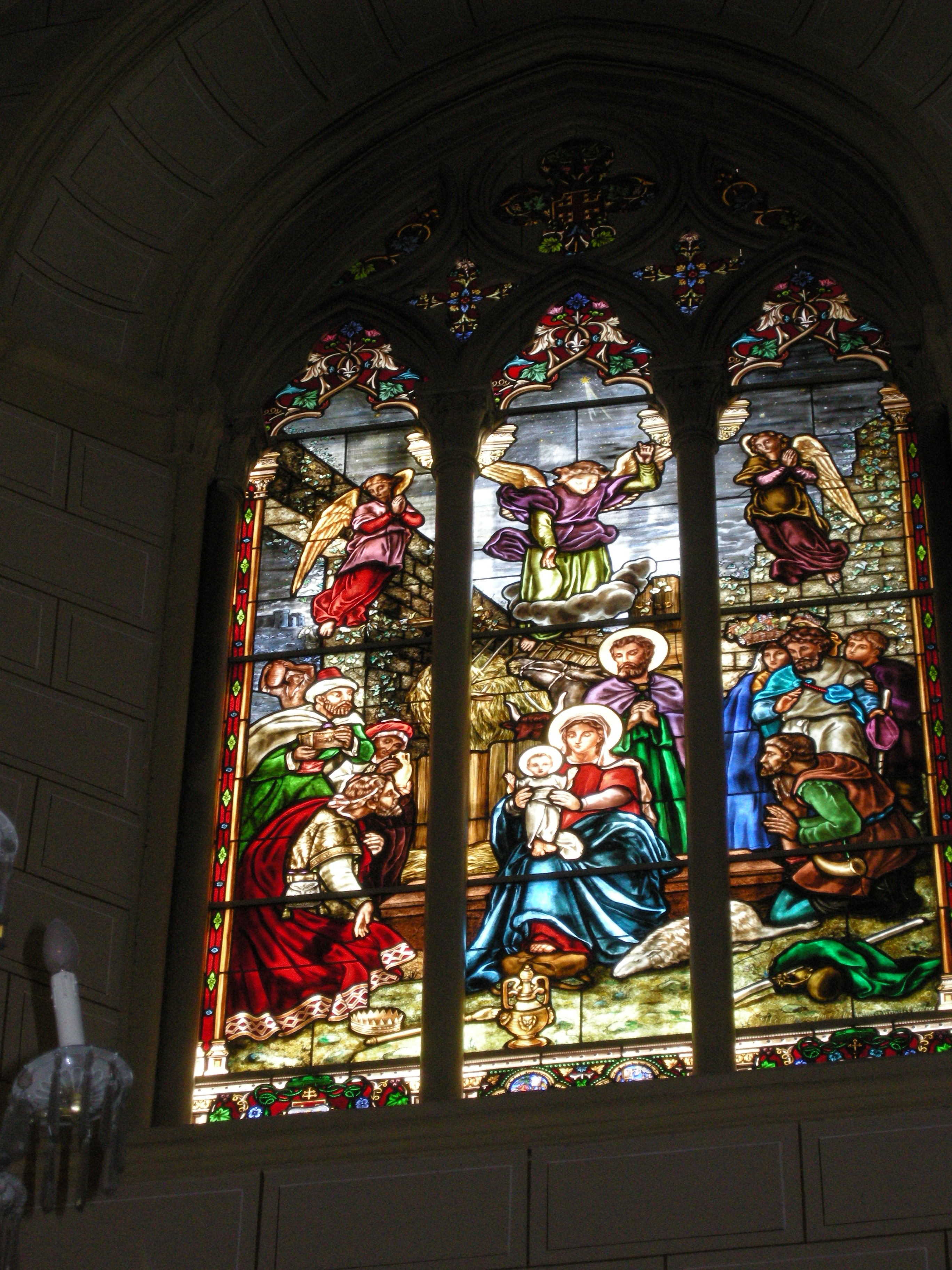
三王来朝
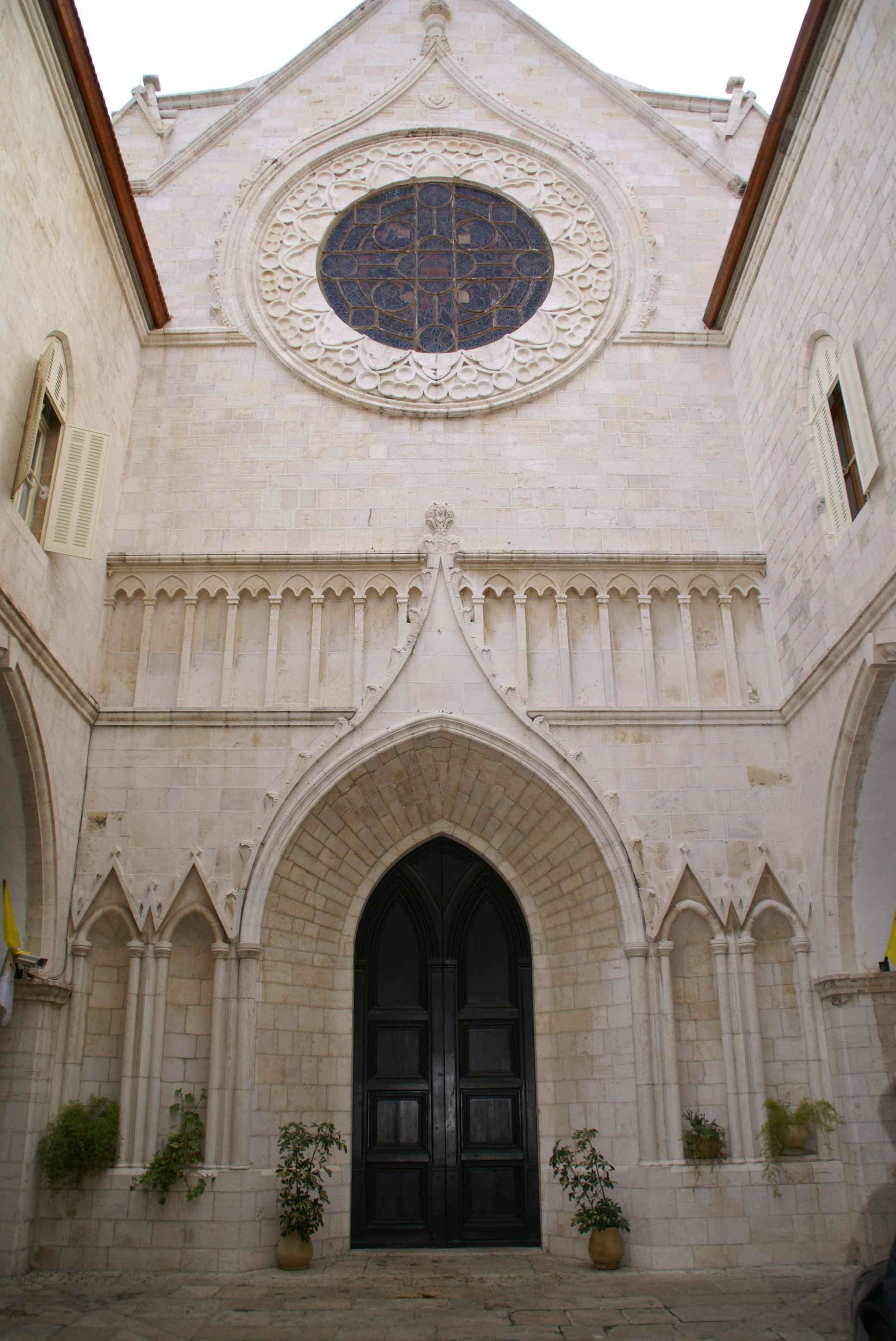